# Stadtlohn
Stadtlohn település Németországban, azon belül Észak-Rajna-Vesztfália tartományban. Lakosainak száma 20 791 fő (2023. december 31.). Stadtlohn Gescher, Südlohn, Ahaus, Legden és Vreden községekkel határos.

## Népesség
A település népességének változása:
| Lakosok száma | 16 285 | 20 411 | 20 367 | 20 322 | 20 458 | 20 807 | 20 791 |
|               | 1975   | 2015   | 2017   | 2019   | 2021   | 2022   | 2023   |